# Urskog

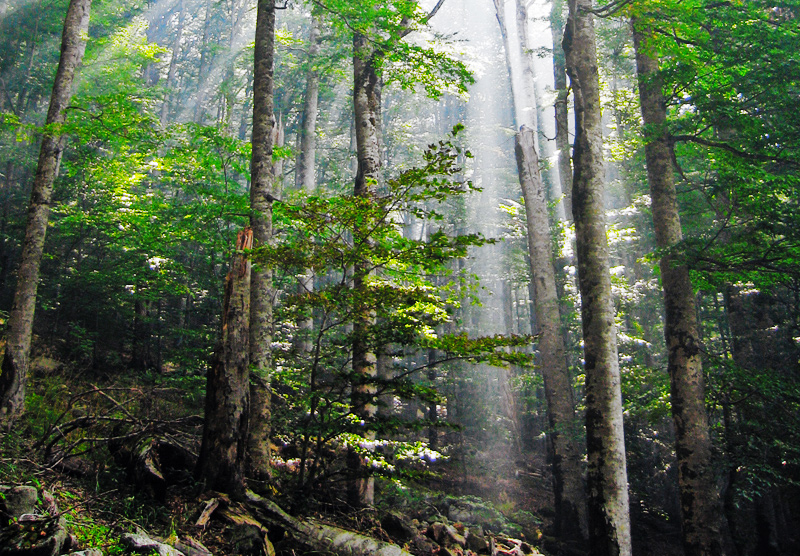
Urskog med europeisk bok i Biogradska Gora Nationalpark, Montenegro

Urskog är även ett äldre namn på Aurskog

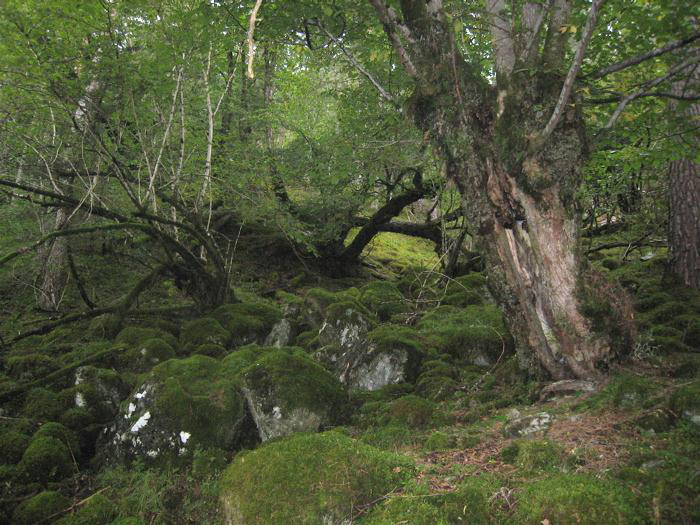
Exempel på urskog vid Norges västkust.

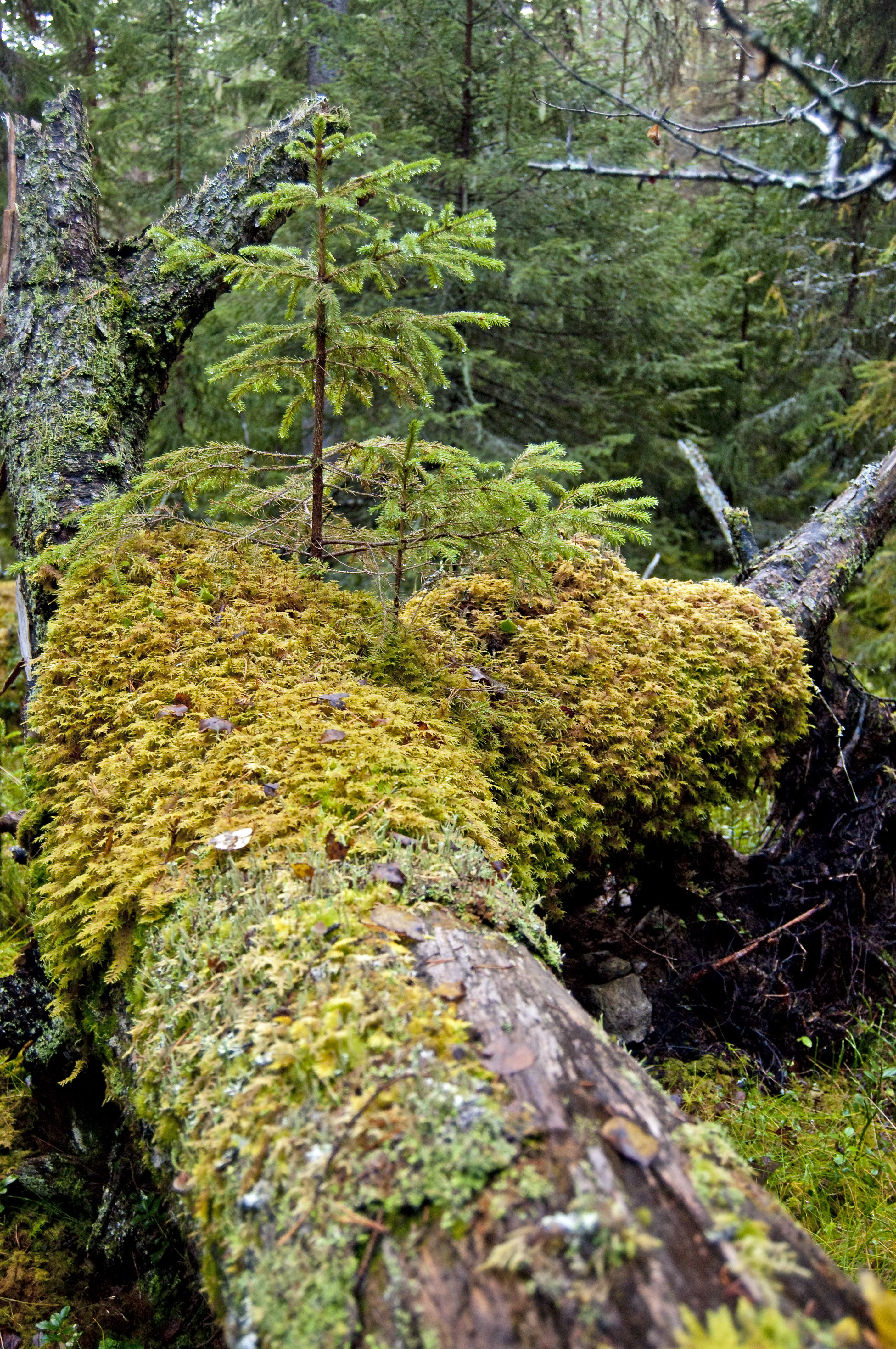
Bild från Berge naturreservat i Jämtland.

Urskog, även orörd skog, naturskog, klimaxskog eller primärskog, är en skog som uppnått väldigt hög ålder utan avsevärd mänsklig påverkan, och uppvisar därmed hög biologisk mångfald och säregna ekologiska drag. I Sverige talar man främst om naturskog, såsom barrnaturskog, lövnaturskog och ädellövnaturskog, medan FN:s livsmedels- och jordbruksorganisation (FAO) definierar urskog som skogar som naturligt uppkommit med inhemska arter utan synlig påverkan av mänsklig aktivitet och där ekologiska processer tillåts förbli ostörda även om definitionen varierar från land till land. Cirka en tredjedel av världens skogar uppskattas vara urskog.
Urskogar och naturskogar är mycket värdefulla för ekosystemtjänsterna de bidrar med, vilket kan stå i motsats till skogsindustrin som önskar skörda virke av hög kvalitet medan somliga söker bevara skogarna i deras ofördärvade tillstånd för renande av vatten, flödeskontroll av regn och översvämning, bevarande av näringscykler (såsom kvävecykeln och fosforcykeln), kolsänkning, forskning, allmän hälsa, luftkvalitet, friluftsliv, källor till genetisk mångfald, pollinering, ekoturism, jordkvalitet eller för naturens och den biologiska mångfaldens egenvärde. Urskogarna runtom i världen blir trots detta allt mer sällsynta på grund av skogsavverkning, expansion av djurhållning och jordbruk i tropiska områden driven särskilt av soja-och palmoljeodling, gruvdrift och urbanisering. Mellan 2003 - 2019 gjordes cirka en femtedel av alla kalavverkningar i Sverige i skog som aldrig tidigare avverkats, inklusive urskogar.
I Skandinavien finns mindre partier urskog kvar, främst i fjällområden. I Sverige utgörs cirka 0,3% av skogsarealen av urskog. Det rör sig oftast om fjällbjörkskog och fjällnära barrskog, men små nyckelbiotoper av äldre skogar finns utspridda i hela Sverige. 

## Viktiga kännetecken

### Träd och död ved
Urskogar har generellt större strukturell komplexitet än andra skogar, med stora träd, flerskiktade trädkronor och luckor i krontaket som resultat av att enskilda träd dör, samt lågor, stående döda träd och död ved på marken. 

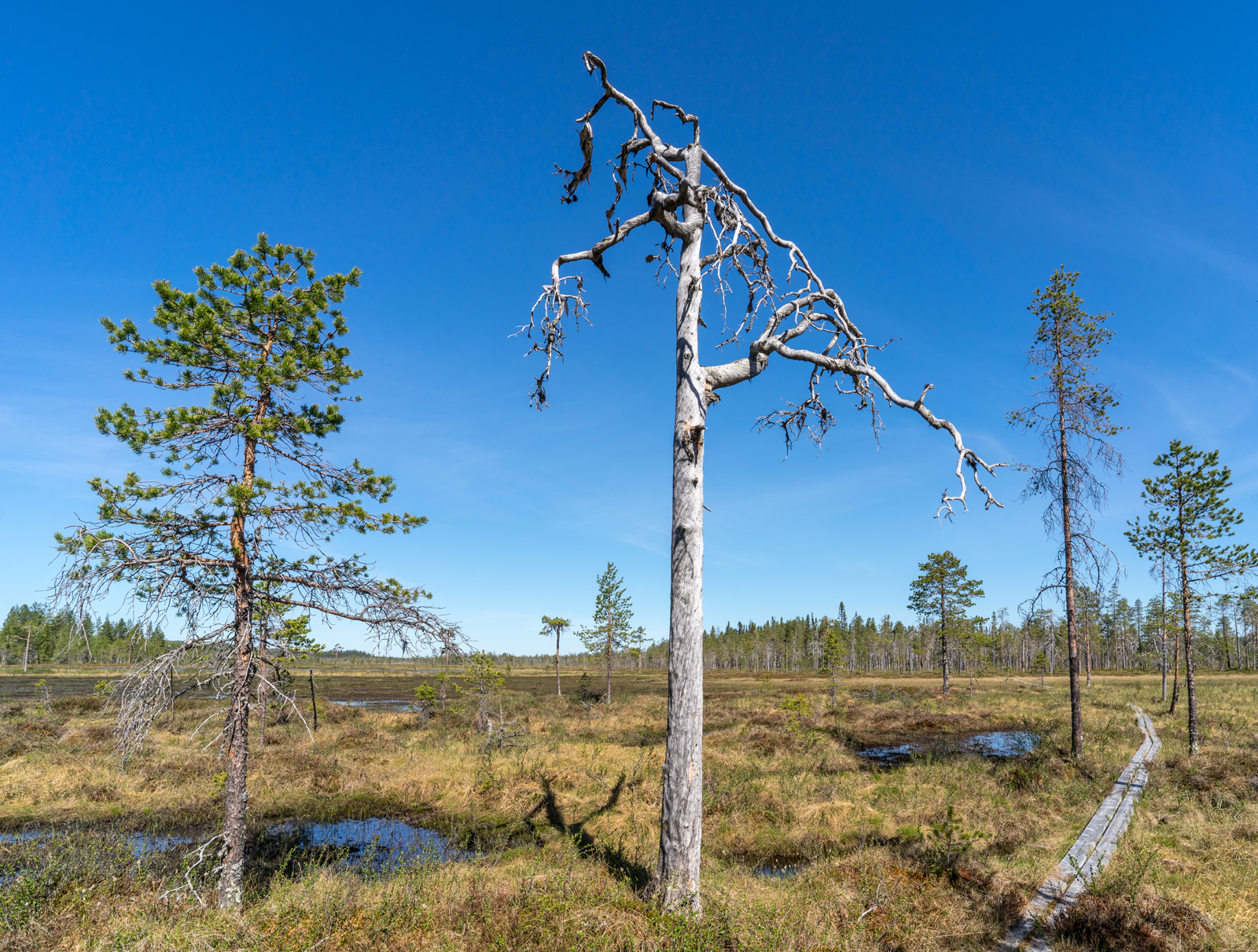
Exempel på en klen, senvuxen torraka av en tall i myrmark. Mossaträsk-Stormyrans naturreservat.

I Sverige definierar skogsstyrelsen flera viktiga former av död ved som främst uppstår när äldre skogar tillåts självgallra:
- Stående död ved: Många arter föredrar döda träd som står upp. Exempelvis hackar de olika arterna av hackspettar endast sina bohål i stående träd. Även flera insektsarter är beroende av stående död ved, och utgör en matkälla till flera fågelarter.[33] Exempelvis vitryggig hackspett (CR)[34], mindre hackspett (NT)[35] och den i Sverige utdöda mellanspetten (RE)[36].
  - Torrakor: Är stående döda träd med särskilda kvaliteer. I Sverige avses främst tallar och även gran som är barklösa, solexponerade och vindpinade. Tack vare kådaimpregnering av barrträdens ved kan de stå kvar under mycket lång tid.[33]
  - Högstubbar: Träd där kronan brutits eller kapats av.[33]
- Liggande död ved: Ved och trädstammar som lutar mer än 45 grader anses vara så kallade lågor.[33] Dessa är viktiga för ett stort antal sällsynta och hotade arter, som vedtrappmossa (NT)[37], liten kandelabersvamp (CR)[38], storporig brandticka (CR)[39] och rökpipsvamp (EN)[40].
- Silverlågor, silverstubbar och brandstubbar: Silverlågor och silverstubbar är ofta resterna av torrakor som till slut fallit omkull. Brandstubbar är resterna av träd som brunnit upp. Gällande barrträd är dessa tre viktiga substrat både på kort sikt och lång sikt för flera arter, särskilt de som specialiserar sig på barrträd och kådarik ved. Kådan gör även att denna döda ved håller sig under lång tid.[33] De hotade arterna kolflarnlav (NT)[41], vedflamlav (NT)[42] och svart plattbagge (VU)[43] är exempel på arter som gynnas av brända träd.
- Klen senvuxen död ved: Död ved som inte vuxit till större storlekar trots trädens ålder. Detta sker oftast bland barrträd när de växer i extremt näringsfattiga miljöer som myrkanter, berghällar, blockrik mark, klapperstenfält och skogar med stor intern konkurrens mellan träden. Dessa är ofta substrat för specialiserade, krävande arter.[33] Den hotade arten grönhjon (NT) är ett exempel på en skalbagge som behöver klen, död granved för att överleva.[44]
- Död ved av lövträd: Det finns ett stort antal arter som är beroende av död lövved, och en mycket stor variation av specialiserade arter beroende på trädslag, nedbrytningsstadie, solexponering och storlek på veden.[33] Exempelvis lever den hotade svamparten Prakttagging (VU) uteslutande på döda almar[45], ekgetingbock (NT) lever i nyligen död ved av klen ek[46] och molnfläcksbock (NT) kräver död, klen ved av främst hassel[47].

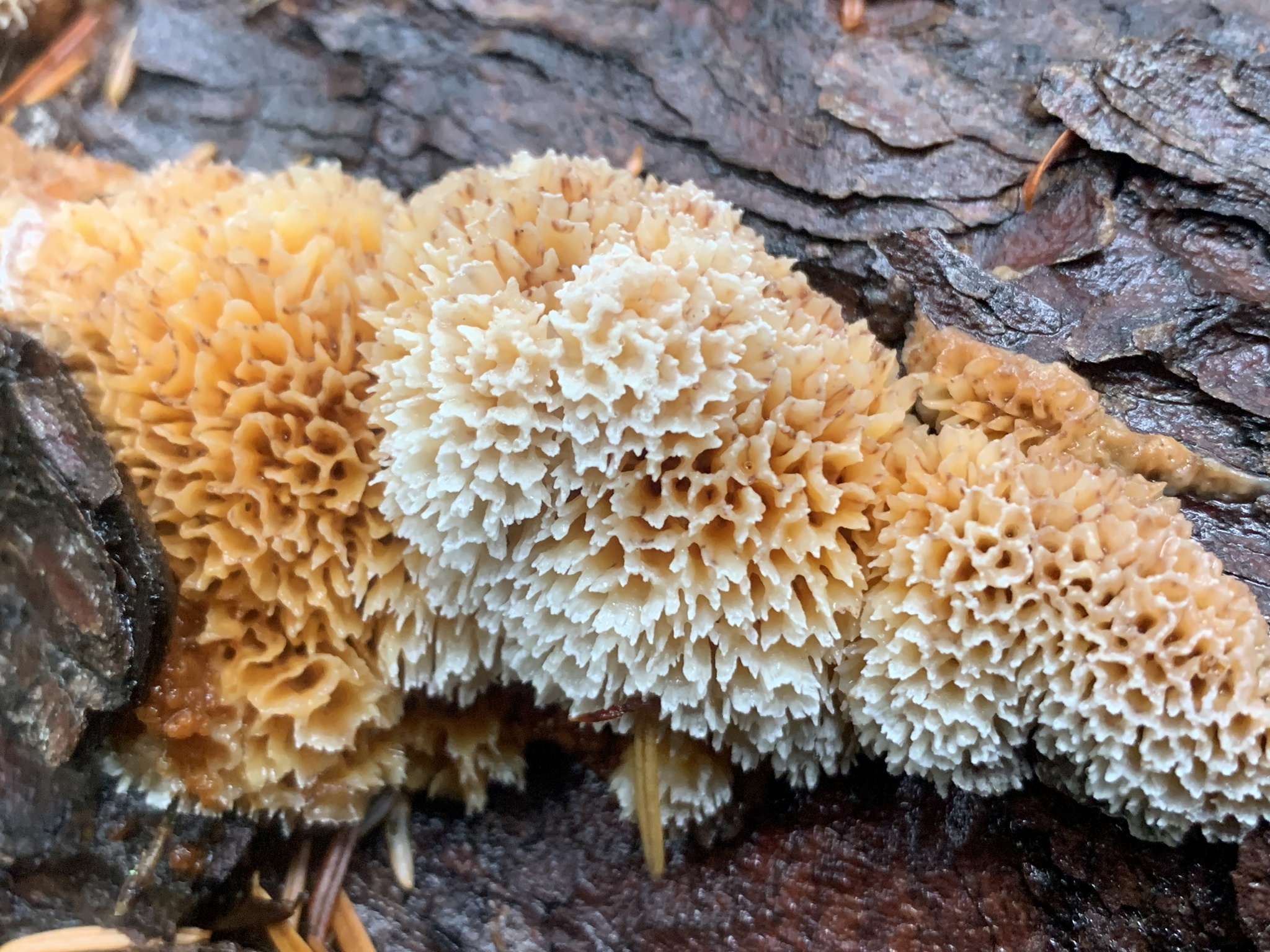
Storporig brandticka (CR) på fallet barrträd.

Träd i urskogar och äldre skog utvecklar ofta särskilda drag som skiljer dem både strukturellt och ekologiskt från sina yngre artfränder. Exemplvis, mer komplexa strukturer som djupa skåror i barken och döda grenar som gynnar sällsynta och krävande arter av bland annat mossor och lavar. Dessa egenskaper hinner träd inte utveckla när skogen avverkas. Stora träd större än 45 cm i bredd försvinner världen över, och i Sverige har de minskat från cirka 19 per hektar till 1 per hektar sedan historiska tider, efter de stora så kallade dimensionsavverkningarna som började i Sverige under 1800-talet där man främst högg träd efter deras storlek (dimension).

### Biologisk mångfald

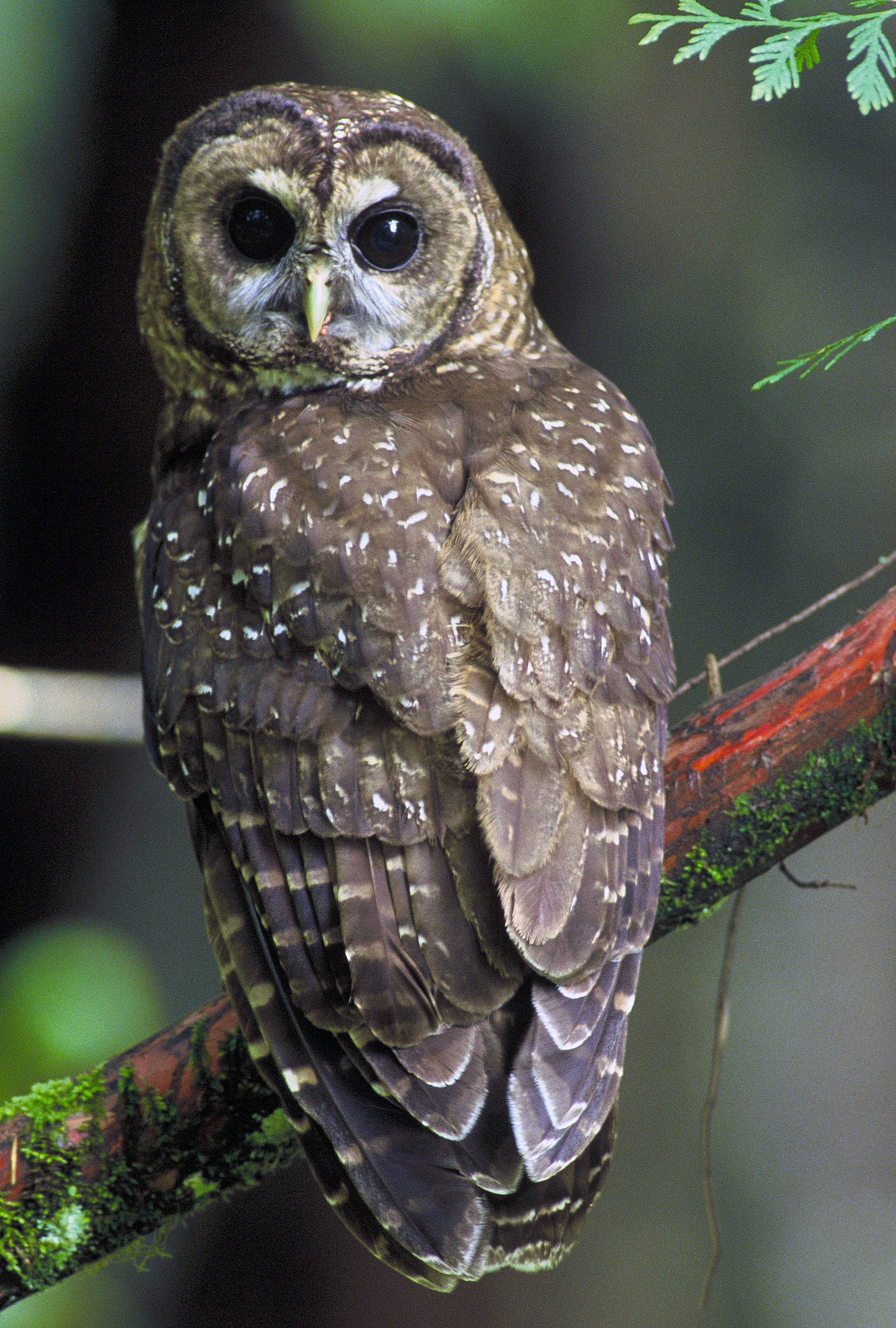
Den hotade Nordliga Fläckugglan (Strix occidentalis caurina) lever i gamla skogar i västra nordamerika (Södra Kanada ner till södra Oregon, USA)

Urskogar och intakta, orörda skogar besitter ofta hög biologisk mångfald och är hem till många krävande och hotade arter av djur, kärlväxter, mossor, lavar och svampar över hela världen. Anledningarna till urskogarnas höga biologiska mångfald varierar, men beror exempelvis på att:
- Dessa skogar har fått tillräckligt med tid för att utveckla en lång rad olika strukturella egenskaper, som håligheter i gamla träd, äldre träd, tillräckligt med död ved i olika skepnader och nedbrytningsstadier samt olikåldrade träd. Detta ger upphov till flera olika nischer och mikrohabitat som gynnar ännu fler arter.[30]
- I urskogar hinner en mångfald av olika mikrohabitat och mikroklimat uppstå. Dessa skyddas under lång tid tack vare det intakta krontaket i skogen, vilket bibehåller en jämn luftfuktighet. Även markens förna bibehåller fukt på grund av att skogen haft tid att ansamla stora mängder dött biologiskt material.[58]
- Lång kontinuitet ger inte bara upphov till rätt mångfald av livsmiljöer för fler arter, men ger också arter tiden att sprida sig och etablera sig i nya områden.[59]

## Exempel på urskogar
- Bialowiezaskogen
- Rautas fjällurskog